# Monomorium talbotae
Monomorium talbotae là một loài côn trùng thuộc họ Formicidae. Đây là loài đặc hữu của Hoa Kỳ.